# Boussingault (månekrater)
Boussingault er et nedslagskrater på Månen. Det befinder sig nær den forrevne sydlige rand på Månens forside og er opkaldt efter den franske kemiker Jean B. Boussingault (1802 – 1887).
Navnet blev officielt tildelt af den Internationale Astronomiske Union (IAU) i 1935. 
Observation af krateret rapporteredes første gang i 1834 af Johann Heinrich von Mädler. 

## Omgivelser
Sydvest for ligger Boguslawskykrateret, og næsten forbundet med den nordøstlige rand ligger Helmholtzkrateret. Øst-sydøst for Boussingault ligger Neumayerkrateret. 

## Karakteristika
På grund af dets placering får perspektivisk forkortning Boussingault til at synes aflangt, når det ses fra Jorden.
Det mest bemærkelsesværdige ved dette krater er det store krater, som ligger helt inden for dets ydre væg, så formationen ligner et krater med dobbelt væg. Den ydre rand er nedslidt, og "Boussingault K"-krateret ligger over den nordvestlige rand. Mod nordvest ligger det overlappende triplekrater "Boussingault E", "B" og "C".

## Satellitkratere
De kratere, som kaldes satellitter, er små kratere beliggende i eller nær hovedkrateret. Deres dannelse er sædvanligvis sket uafhængigt af dette, men de får samme navn som hovedkrateret med tilføjelse af et stort bogstav. På kort over Månen er det en konvention at identificere dem ved at placere dette bogstav på den side af satellitkraterets midte, som ligger nærmest hovedkrateret. Boussingaultkrateret har følgende satellitkratere:
| Boussingault | Længde  | Bredde  | Diameter |
| ------------ | ------- | ------- | -------- |
| A            | 69,9° S | 54,0° Ø | 72 km    |
| B            | 65,5° S | 46,9° Ø | 54 km    |
| C            | 65,1° S | 48,2° Ø | 24 km    |
| D            | 63,5° S | 44,9° Ø | 9 km     |
| E            | 67,2° S | 46,8° Ø | 98 km    |
| F            | 68,8° S | 39,4° Ø | 16 km    |
| G            | 71,4° S | 51,8° Ø | 5 km     |
| K            | 68,9° S | 50,9° Ø | 29 km    |
| N            | 71,5° S | 62,1° Ø | 15 km    |
| P            | 67,1° S | 45,1° Ø | 13 km    |
| R            | 64,3° S | 48,6° Ø | 12 km    |
| S            | 64,1° S | 46,9° Ø | 16 km    |
| T            | 63,0° S | 43,2° Ø | 20 km    |

## Måneatlas
- Billeder af Boussingaultkrateret i LPI-måneatlasset